# Válság (film, 2021)
A Válság (eredeti cím: Crisis) 2021-es bűnügyi filmthriller, amelynek forgatókönyvírója, rendezője és producere Nicholas Jarecki. A főbb szerepekben Gary Oldman, Armie Hammer, Evangeline Lilly, Greg Kinnear, Michelle Rodriguez, Luke Evans, Lily-Rose Depp,  Scott Mescudi és Martin Donovan látható.
Az Amerikai Egyesült Államokban 2021. február 26-án a Quiver Distribution, Kanadában 2021. március 16-án az Elevation Pictures, Ausztráliában 2021. március 16-án a Universal Pictures forgalmazásában adták ki.

## Cselekmény
Egy drogkereskedőnek álcázott DEA-ügynök több kartellel együtt szervez fentanil-csempészetet, hogy aztán felrobbantsa a hálózatot. Egy oxikodonfüggőségéből lábadozó építész felfedezi az igazságot fia eltűnése ügyében. Eközben egy professzor, aki egy gyógyszergyár megbízásából kutatást végez az egyetemén, felfedezi, hogy az új, "nem függőséget okozó" fájdalomcsillapítójuk rendkívül veszélyes.

## Szereplők
| Szerep                | Színész            | Magyar hang     |
| --------------------- | ------------------ | --------------- |
| Dr. Tyrone Brower     | Gary Oldman        | Máté Gábor      |
| Jake Kelly DEA ügynök | Armie Hammer       | Makranczi Zalán |
| Claire Reimann        | Evangeline Lilly   | Németh Kriszta  |
| Talbot dékán          | Greg Kinnear       | Czvetkó Sándor  |
| Garret felügyelő      | Michelle Rodriguez | Solecki Janka   |
| Dr. Bill Simons       | Luke Evans         | Szabó Máté      |
| Emmie Kelly           | Lily-Rose Depp     |                 |
| Ben Walker            | Scott Mescudi      |                 |
| Susan                 | Mia Kirshner       |                 |
| Lawrence Morgan       | Martin Donovan     | Rosta Sándor    |
| Mother                | Guy Nadon          | Barbinek Péter  |
| Stanley Foster        | Nicholas Jarecki   | Fehér Tibor     |

## A film készítése
A forgatás 2019 februárjában kezdődött Montrealban és Detroitban.
2019 februárjában jelentették be, hogy Armie Hammer, Gary Oldman, Evangeline Lilly és Veronica Ferres csatlakozott a szereplőgárdához, a rendezést Nicholas Jarecki az általa írt forgatókönyv alapján végezte. Greg Kinnear, Michelle Rodriguez és Lily-Rose Depp februárban csatlakozott a stábhoz. 2019 márciusában Adam Tsekhman csatlakozott a filmhez. 2019 áprilisában Sam Worthington, Indira Varma, Kid Cudi, Luke Evans, Mia Kirshner, Michael Aronov és Martin Donovan is csatlakozott a film szereplőihez. 2019 decemberében jelentették be, hogy Duke Nicholson csatlakozott a szereposztáshoz.

## Fordítás
- Ez a szócikk részben vagy egészben  a   Crisis (2021 film) című angol Wikipédia-szócikk fordításán alapul.  Az eredeti cikk szerkesztőit annak laptörténete sorolja fel. Ez a jelzés csupán a megfogalmazás eredetét és a szerzői jogokat jelzi, nem szolgál a cikkben szereplő információk forrásmegjelöléseként.